# مانولو غابياديني
مانولو غابياديني (بالإيطالية: Manolo Gabbiadini)‏ هو لاعب كرة قدم إيطالي في مركز الهجوم ولد في يوم 26 نوفمبر1991 في بلدة كالشيناتي في إيطاليا، يلعب حاليًا مع نادي النصر الإماراتي، وقد سبق له اللعب مع نادي نابولي ونادي ساوثهامبتون ونادي بولونيا ونادي يوفنتس ونادي سيتاديلا ونادي أتالانتا ونادي سامبادوريا. وبدأ اللعب مع منتخب إيطاليا لكرة القدم في 2012 ويبلغ طوله 186 سم.

## روابط خارجية
- مانولو غابياديني على موقع الاتحاد الأوربي (الإنجليزية)
- مانولو غابياديني على موقع قاعدة بيانات كرة القدم.إي يو (الإنجليزية)
- مانولو غابياديني على موقع ناشيونال فوتبول تيمز (الإنجليزية)
- مانولو غابياديني على موقع Soccerbase.com (لاعب) (الإنجليزية)
- مانولو غابياديني على موقع Soccerway.com (الإنجليزية)
- مانولو غابياديني على موقع عالم كرة القدم.نت (الإنجليزية)
- مانولو غابياديني على موقع AS.com (الإسبانية)